# Бондуа Ест (Венеција)
Бондуа Ест (итал. Bonduà Est) је насеље у Италији у округу Венеција, региону Венето.
Према процени из 2011. у насељу је живело 75 становника. Насеље се налази на надморској висини од 3 м.